# Aquarius Records
Aquarius Records (Акваријус рекордс) је хрватска издавачка кућа основана 1995. у Загребу.
Неки од певача који издавају за Акваријус рекордс: 
- Генерал Ву
- Нина Бадрић
- Киноклуб
- Краљеви улице
- Тони Цетински
- Тамара Обровац
- Дамир Урбан
- Стока
- Сонгкилерс
- Леа Деклева
- Кубисмо
- Масимо Савић
- Шајета
- Виктор Видовић и други.[3]